# فيتينا أومبورينغا
فيتينا أومبورينجا (بالإنجليزية: Fitina Omborenga) (20 مايو 1996 برواندا - ) هو لاعب كرة قدم رواندي في مركز الدفاع. شارك مع منتخب رواندا لكرة القدم.

## روابط خارجية
- فيتينا أومبورينجا على موقع قاعدة بيانات كرة القدم.إي يو (الإنجليزية)
- فيتينا أومبورينجا على موقع ناشيونال فوتبول تيمز (الإنجليزية)
- فيتينا أومبورينجا على موقع Soccerway.com (الإنجليزية)